# Leonardo Marcos González
Leonardo Marcos González (Valderas, León, 1958) es un funcionario español. Es conocido por haber sido director general de la Guardia Civil entre 2023 y 2024, así como director general de Protección Civil y Emergencias entre 2020 y 2023.

## Biografía

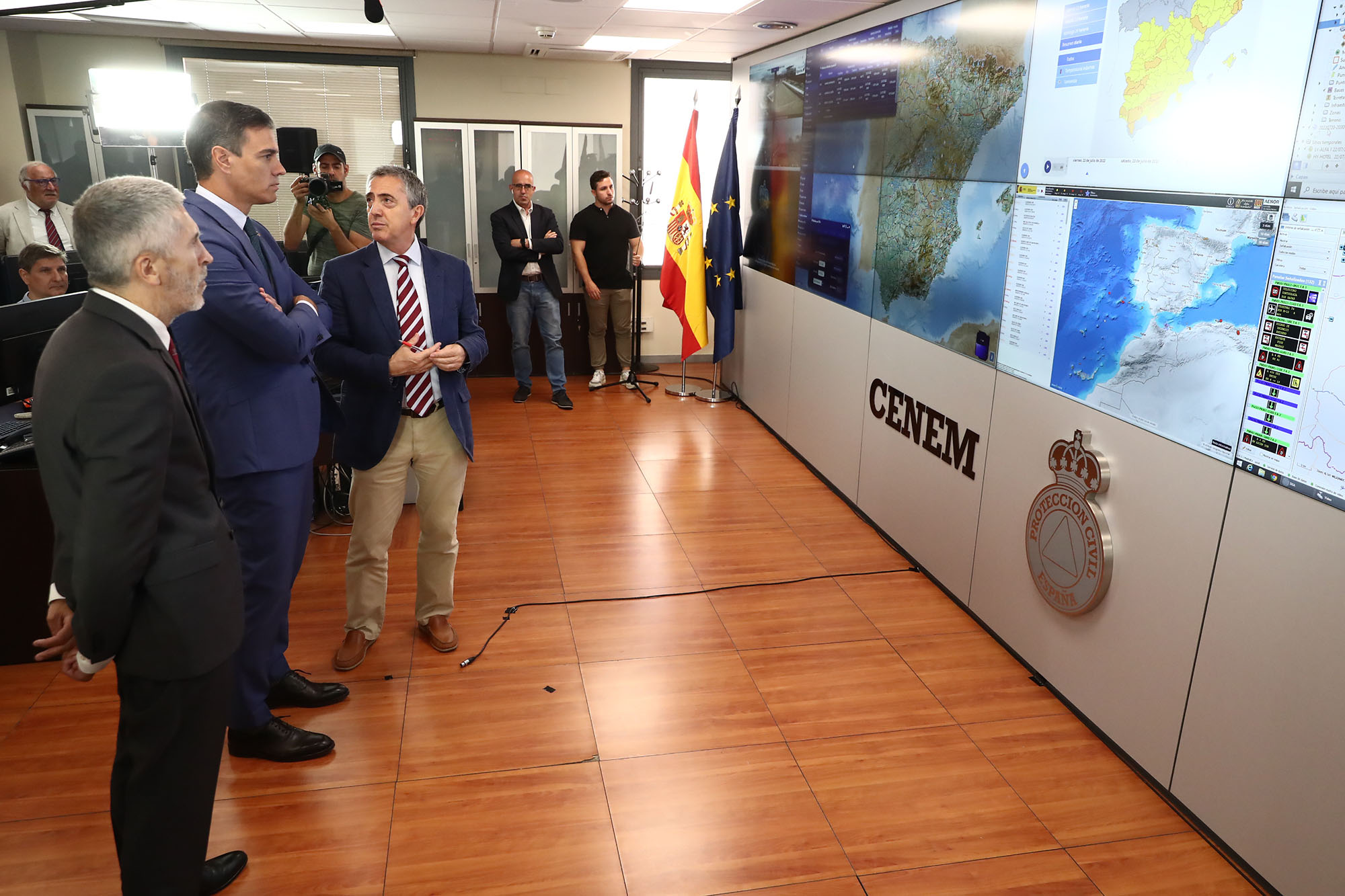
Leonardo Marcos González junto al presidente del Gobierno, Pedro Sánchez, y al ministro del Interior, Fernando Grande-Marlaska. 2022.

Nacido en el municipio leonés de Valderas en 1958, se licenció en Derecho por la Universidad Autónoma de Madrid. Forma parte del Cuerpo Superior de Administradores Civiles del Estado y ha estado destinado en la Secretaría General de la Delegación del Gobierno en Castilla y León, en la Inspección General del Ministerio del Interior; en la Subdirección General de Recursos Humanos del Instituto Nacional de Estadística (INE) y en la Subdirección General de Posgrado y Doctorado en el Ministerio de Educación. Además, también ha estado destinado en el extranjero, siendo consejero de Información en las embajadas de España en Argentina, Estados Unidos y China.

### Protección Civil
Constituido el segundo gobierno de Pedro Sánchez en enero de 2020, el ministro del Interior, Fernando Grande-Marlaska, le propuso como director general de Protección Civil y Emergencias (DGPCE), siendo nombrado por el rey el 28 de enero, previa deliberación del Consejo de Ministros. Se mantuvo en el cargo hasta junio de 2023, cuando fue nombrado director general de la Guardia Civil.
Durante sus tres años y medio al frente de la DGPCE, fortaleció los mecanismos de coordinación entre administraciones a consecuencia de crisis como la pandemia de COVID-19, la erupción volcánica de La Palma o la Borrasca Filomena, y se aprobaron, entre otros, el Plan General de Emergencias del Estado, el Plan Estatal de Protección Civil ante Riesgo de Maremotos y se creó el Mecanismo Nacional de Respuesta a Emergencias. En concreto, este mecanismo se diseñó para actuar como un cauce de información para la movilización de recursos entre administraciones en caso de emergencia. Por último, a finales de 2022 se activó un mecanismo de alerta ante emergencias o catástrofes, el sistema ES-Alert, que transmite avisos vía telefónica a los ciudadanos.

### Guardia Civil
En junio de 2023, el Consejo de Ministros aprobó el nombramiento de Marcos González como nuevo titular de la Dirección General de la Guardia Civil (DGGC) tras el cese de su predecesora, Mercedes González Fernández, con el objetivo de que esta concurriera a las elecciones generales del 23 de julio de 2023.
En septiembre de 2024 dimitió alegando motivos personales, siendo sustituido en el cargo por su predecesora, Mercedes González.